# Dulewo
Dulewo (bułg. Дюлево) – wieś w Bułgarii, w obwodzie Burgas, w gminie Sredec. W 2023 roku liczyła 483 mieszkańców.